# الکس باررا
الکس باررا (انگلیسی: Álex Barrera؛ زادهٔ ۱۲ مهٔ ۱۹۹۱) بازیکن فوتبال اهل اسپانیا است.
از باشگاه‌هایی که در آن بازی کرده‌است می‌توان به باشگاه فوتبال اسپورتینگ خیخون و باشگاه فوتبال رئال ساراگوسا اشاره کرد.